# Alberto Yarza
Cirio Alberto Antonio Yarza Gutiérrez  fue un militar y político mexicano que participó en la Revolución mexicana.  

## Biografía
Nació en la ciudad de Durango, el 3 de agosto de 1853, siendo hijo del teniente Remigio Yarza González y de doña Concepción Gutiérrez Solórzano. 
Estudió en el Colegio Militar y luego al Ejército Mexicano en el arma de artillería; apoyó al general Victoriano Huerta y fue general de brigada en 1913 y de división en marzo de 1914.  
Gobernó efímeramente a Tlaxcala, después del cuartelazo de febrero de 1913. Desde el 3 de febrero de 1913, junto al Gral. Cepeda se encargó de la gobernatura del Distrito federal durante la Decena Trágica; Luego bajo órdenes del presidente Gral. Victoriano Huerta entre junio y julio de 1913 ocupó la gubernatura de Michoacán. También ocupó la gubernatura de Tabasco durante 1914, después de la firma de los Tratados de Teoloyucan.  
Se exilió a la caída del gobierno de Huerta. Murió en Tacubaya, Distrito Federal, en 1923. 